# Terry Allen
Ne doit pas être confondu avec Terry Allen (boxe anglaise).
Terry Allen, né le 29 décembre 1993 à Houston au Texas, est un joueur américain de basket-ball. Il évolue au poste d'ailier.

## Palmarès

### Distinctions personnelles
- Third-team All-Atlantic 10 en 2016.
- All-Star du championnat hongrois en 2017.